# Diógenes Capemba João
Diógenes Capemba João (sinh ngày 1 tháng 1 năm 1997) là một cầu thủ bóng đá người Angola thi đấu ở vị trí tiền vệ cho Atlético Petróleos de Luanda.